# New Weird

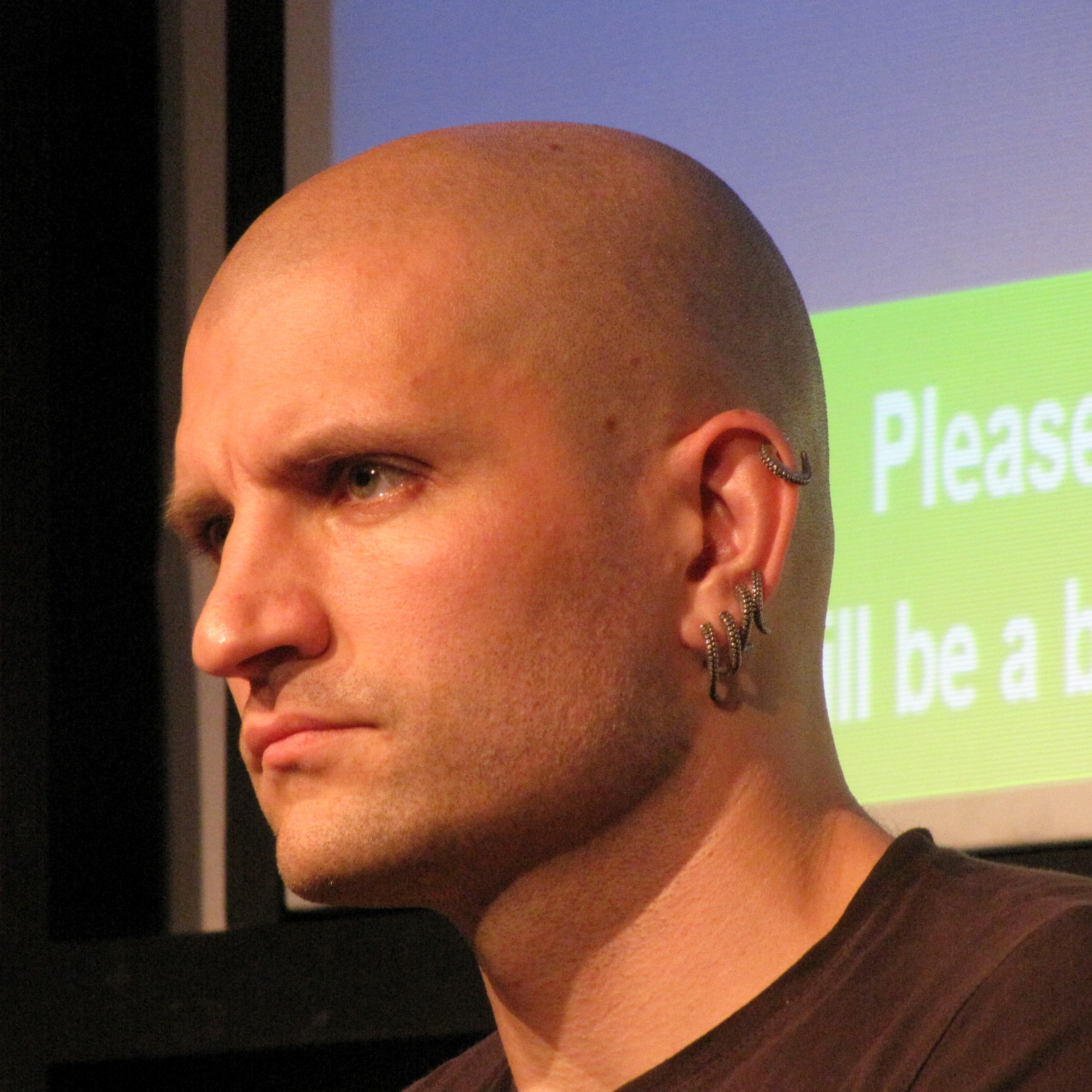
China Miéville, anglický spisovatel fantasy.

New Weird je současné literární hnutí. Autoři, kteří se k němu hlásí, pochází většinou z oblasti žánrů science fiction, nebo fantastiky obecně. Hlavní myšlenka tohoto hnutí spočívá v tom, že by dílo mělo přerůst žánr, ve kterém bylo napsáno. Autoři tak jsou podněcování k odstranění hranic mezi jednotlivými žánry. Mnoho děl tohoto hnutí tak má zároveň prvky science fiction, fantasy i hororu. Kritici často poznamenávají, že rozdělení literatury do žánrů není samoúčelné, ale že je založené na tom, které myšlenky jdou dohromady.

## Významní autoři
- China Miéville
- Jeff VanderMeer
- Ian R. MacLeod
- Justina Robsonová
- M. John Harrison
- Steven Cockayne
- Stephanie Swainstonová
- Kirsten J. Bishop
- Jay Lake
- Hal Duncan
- Liz Williams
- Scott Lynch
- Kathe Kojaová